# Laboratorium voor Landmeetkunde (Wageningen)

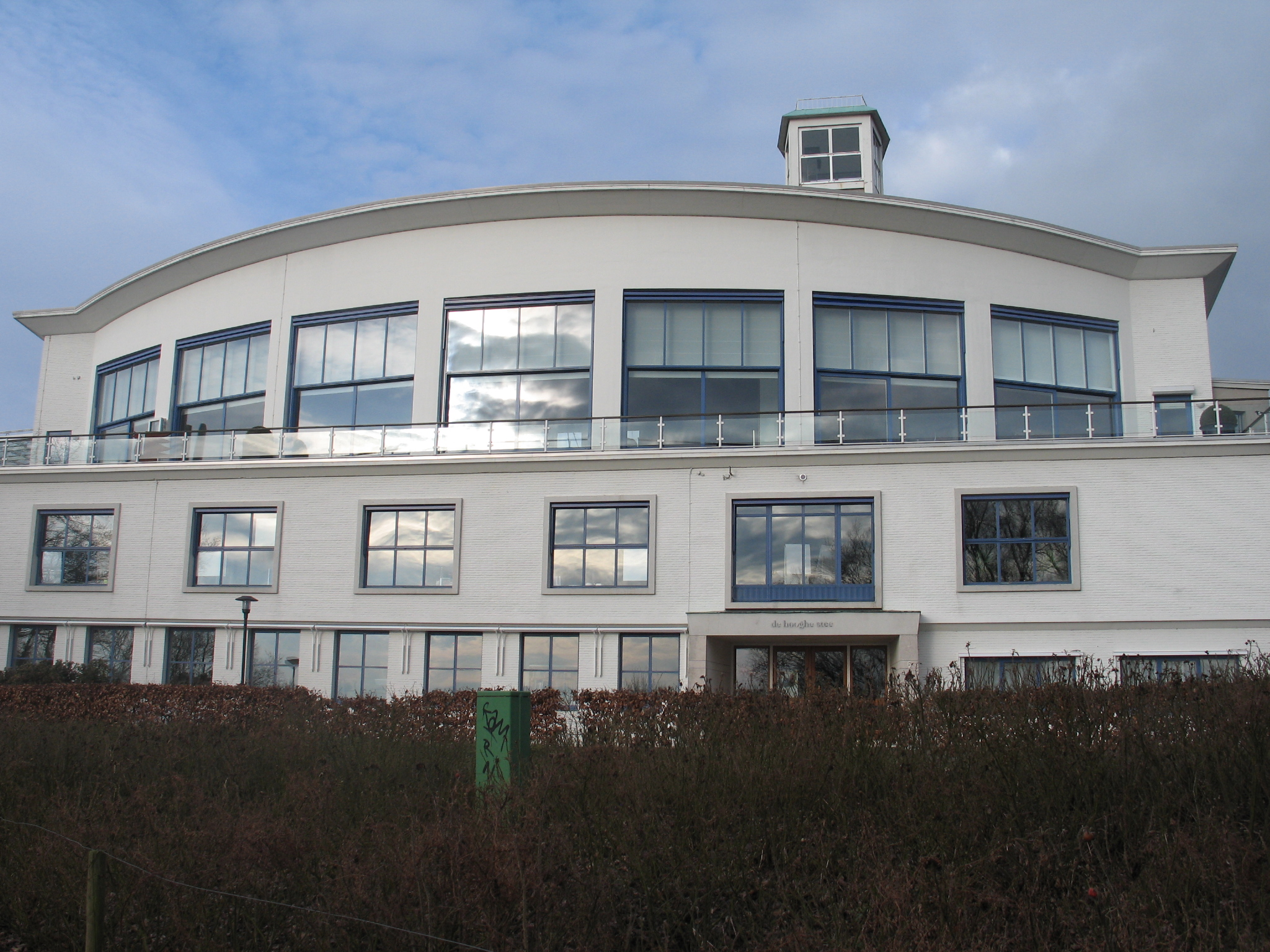
Het Laboratorium voor Landmeetkunde vanuit het zuiden

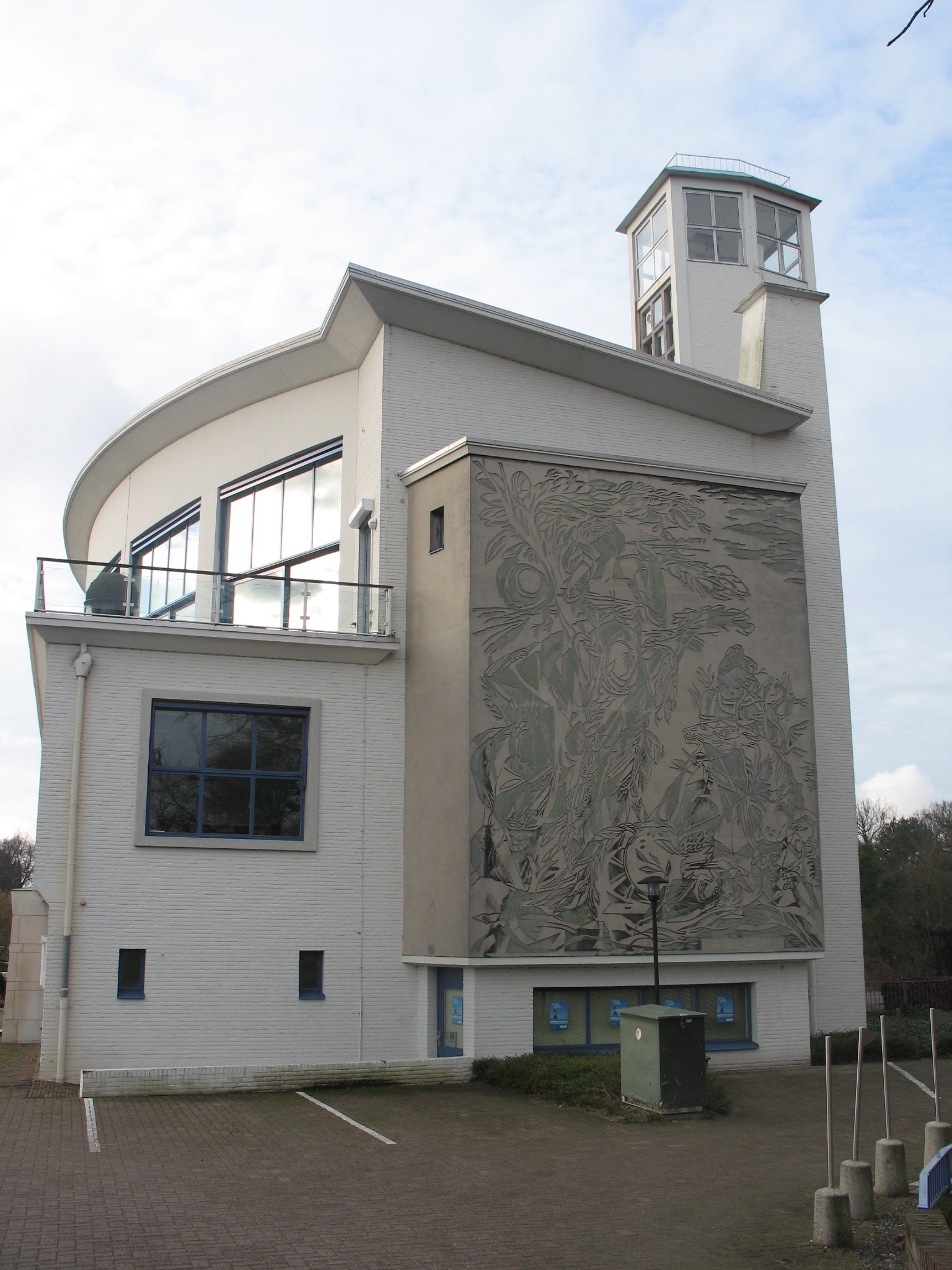
Het Laboratorium voor Landmeetkunde vanuit het oosten

Het Laboratorium voor Landmeetkunde of Laboratorium voor Geodesie is een voormalig laboratorium van de Landbouwhogeschool Wageningen. Het in 1953 naar ontwerp van Frants Edvard Röntgen gebouwde gebouw heeft sinds 2007 de status van rijksmonument.

## Voorgeschiedenis
In 1936 werd, twee jaar na het overlijden van J.W. Dieperink, A. Kruidhof aangenomen als professor Landmeetkunde. Als laboratorium werd het voormalige theehuis De Valk aangewezen. De situatie in De Valk was erg onhandig. Door de crisis en later de Tweede Wereldoorlog liet een echt laboratorium lang op zich wachten. In de oorlog werd De Valk ook de locatie waar de afdeling insecten en de belastingdienst gevestigd werden. In 1944, tijdens de evacuatie van Wageningen, werden de activiteiten naar Putten verplaatst. In de oorlog werd nog een gevaarlijke manoeuvre uitgevoerd om de instrumenten veilig te stellen. Na de oorlog werd De Valk vervallen teruggevonden. Landmeetkunde trok in bij Erfelijkheidsleer, echter het meeste werk werd bij Kruidhof thuis uitgevoerd. Kruidhof had al een aardig ontwerp in gedachten en sprak al van een uitkijktoren. Door een tekort aan materialen liet de bouw van een nieuw laboratorium echter lang op zich wachten. Tegen de locatie op de bergrand waren bezwaren van Microbiologie (in verband met schaduw) en van de Gelderse Schoonheidscommissie. Kruidhof was echter al zover dat hij een architect, Frants Edvard Röntgen, op het het oog had.

## Bouw
In juli werd de bouw toegewezen aan aannemersbedrijf Van Aggelen uit Renkum voor bijna 300.000 gulden. De bezuinigingsinspecteur had hier echter bezwaar tegen en zet het project stil. Twee jaar later werd de bouw hervat. De kosten bedroegen toen inmiddels meer dan 500.000 gulden. Het gebouw werd op 30 januari 1953, één dag voor de Watersnood van 1953, feestelijk geopend. In het laboratorium werd ook het beeld De Valk van August Falise, dat eerst op het gelijknamige gebouw stond, geplaatst.

## Huidige situatie
Aan het eind van de vorige eeuw bleek dat het gebouw te klein werd voor de functies die er uitgeoefend werden. Ook de indeling en samenstelling was verouderd. Er werd besloten om het gebouw te verkopen. Sinds de verkoop in 2000 zijn er enkele bedrijven in het pand gevestigd.